# منطقه کاخامارکا
منطقه کاخامارکا (به اسپانیایی: Cajamarca Region) یک منطقه در پرو است.
مساحت این منطقه  ۳۳۳۱۷٫۵۴ کیلومتر مربع و جمعیت آن ۱۳۵۹۰۲۳ نفر است.